# Брегзит
Повлачење Уједињеног Краљевства из Европске уније, често краће Брегзит (енгл. Brexit, : [] : []), био је политички циљ који су спроводили различити појединци, адвокатске групе и политичке партије откако се Уједињено Краљевство придружило претечи Европске уније 1973. године. Повлачење из Европске уније је право држава чланица Европске уније према члану 50. уговора о Европској унији. Уједињено Краљевство се званично повукло из Европске уније 31. јануара 2020. године.
Одржан је референдум 1975. године о чланству државе у Европској економској заједници (ЕЕЗ), која ће касније постати позната као Европска унија (ЕУ). Исход референдума био је у корист опстанка државе у ЕЕЗ.
Гласачко тијело Уједињеног Краљевства се поново 23. јуна 2016. године изјаснило о том питању на референдуму о чланству државе у Европској унији. Овај референдум је уређен у парламенту, када је изгласан закон о референдуму о Европској унији 2015. године.
Резултат референдума одржаног у јуну 2016. био је 51,89% за излазак (17.410.742 гласа) и 48,11% за останак (16.141.241 глас), уз излазност од 72,21% и 25.359 неважећих гласова.

## Позадина
Уједињено Краљевство није било један од потписника Римског уговора којим је створена ЕЕЗ 1957. године. Држава је касније поднијела захтјев за придружење организацији 1963. и поново 1967. године, али је на обје апликације ветом спријечио француски предсједник Шарл де Гол, наводно због „великог броја аспеката британске економије, од радних пракси до пољопривреде” „правећи Велику Британију неспојивом са Европом”.
Када је Де Гол поднио оставку на мјесто предсједника Француске 1969. године, УК је поднијела поново апликацију за чланство, која је била успјешна. УК се 1. јануара 1973. године придружила ЕЕЗ, организацији која се у то вријеме у УК називала „Заједничко тржиште”. Придруживање је извршено за вријеме конзервативне владе Едварда Хита. Опозициона Лабуристичка партија, на чијем је челу био Харолд Вилсон, оспорава је опште изборе у октобру 1974. године уз обавезу преговора око услова британског чланства у ЕЕЗ, а затим је одржао референдум о томе да ли УК треба да остане у ЕЕЗ под новим условима.

## Референдум 1975. године
У Уједињеном Краљевству је 1975. године одржан референдум са питањем да ли УК треба да остане у Европској економској заједници. Све главне политичке партије и мејнстрим штампа су подржале чланство у ЕЕЗ. Међутим, дошло је до значајне подјеле унутар владајуће Лабуристичке партије, у коме је чланство гласало 2 : 1 у корист повлачења на једнодневној конференцији странке 26. априла 1975. Пошто се влада подијелила између снажно проевропских и антиевропских министара, Харолд Вилсон је укинуо уставну конвенцију колективне одговорности владе и дозволио министрима да наставе јавну кампању на обје стране. Седам од двадесет три министра је подржавало излазак УК из ЕЕЗ.
Гласачи су 5. јуна 1975. године могли одговорити са „да” или „не” на сљедеће питање: „Да ли мислите да УК у Европској заједници (Заједничком тржишту)?” Сваки административни округ УК је одговорио већином са „да”, осим Шетландских острва и Спољних Хебрида. У складу са резултатом на референдуму, Уједињено Краљевство је остало у Европској економској заједници.
| „Да” гласови | „Да” (%) | „Не” гласови | „Не” (%) | Излазност |
| ------------ | -------- | ------------ | -------- | --------- |
| 17.378.581   | 67,2     | 8.470.073    | 32,8     | 64,5      |

## Између референдума
Опозициона Лабуристичка партија је на општим изборима 1983. године водила кампању у којој се залагала за обавезно повлачење УК из ЕЕЗ. Тешко је поражена када је Конзервативна партија са Маргарет Тачер на челу поново изабрана. Лабуристичка партија је накнадно промијенила своју политику.
Мастрихтским уговором 1. новембра 1993, Европска економска заједница је постала Европска унија. Основана као чисто економска унија, организација је прераста у политичку унију. Промјена назива је одраз тога.
Референдумску партију је 1994. године основао Џејмс Голдсмит како би изашла на опште изборе 1997. године са циљем пружања референдума о чланству УК у ЕУ. Кандидати ове партије у 547 изборних јединица освојили су укупно 810.860 гласова или 2,6% укупног броја гласова. Партија није успјела да освоји нити једно парламентарно мјесто.
Странка за независност Уједињеног Краљевства, евроскептична политичка партија, такође је основана почетком деведесетих година 20. вијека. Достигла је на треће мјесто у УК током европских избора 2004. године, на друго мјесто током европских избора 2009. и на прво мјесто током европских избора 2014. године, са 27,5% укупног броја гласова. То је био први пут од општих избора 1910. године да нека партија осим Лабуристичке или Конзервативне партије узме највећи дио гласова на државним изборима.
На општим изборима 2015. године СНУК је освојила 12,6% укупног броја гласова и једно сједиште у парламенту, по први пут на општим изборима.